# کانوسیتو، شهرستان ریو آریبا، نیومکزیکو
کانوسیتو (به انگلیسی: Cañoncito) یک منطقهٔ مسکونی در ایالات متحده آمریکا است که در نیومکزیکو واقع شده‌است. کانوسیتو ۱٬۹۰۱٫۹۸ متر بالاتر از سطح دریا قرار دارد.